# Jaime Garzón
Jaime Hernando Garzón Forero (Bogotá, 24 de octubre de 1960-Bogotá, 13 de agosto de 1999) fue un abogado, pedagogo, comediante, actor, locutor, periodista, político, activista y mediador de paz colombiano. Fue alcalde Menor de la localidad de Sumapaz, durante la administración del alcalde mayor de Bogotá, Andrés Pastrana Arango (1988-1990), e hizo trabajo social por encargo del Gobierno Nacional durante la administración de César Gaviria Trujillo (1990-1994).
Su ingreso en los medios de difusión nacional lo harían un personaje reconocido y el pionero del humor político en la televisión colombiana, fue presentador del programa de humor "¡Quac!". Jugó un papel importante en los procesos de paz de la década de 1990 y en la liberación de secuestrados en poder de las FARC-EP.
El 13 de agosto de 1999 fue asesinado en Bogotá por dos sicarios cerca de los estudios de la emisora Radionet donde trabajaba. En diferentes ocasiones, Garzón había expresado que era víctima de amenazas de muerte. Durante el proceso judicial, la defensa argumentó que hubo desviaciones en la investigación por parte del Departamento Administrativo de Seguridad –DAS–, antiguo organismo de seguridad del estado, en conveniencia con reconocidos políticos y miembros de las Fuerzas Militares.
Por el homicidio de Jaime Garzón, hasta 2017, solo ha sido condenado el comandante paramilitar Carlos Castaño, mientras que el exsubdirector del DAS, José Miguel Narváez, fue vinculado a la investigación en 2011.Lo más seguro es que el comandante paramilitar Carlos Castaño y el Departamento Administrativo de Seguridad –DAS– tuvieron mucho que ver en el asesinato de Garzon. En julio de ese mismo año, la familia Garzón Forero presentó una demanda contra el Estado colombiano ante la Comisión Interamericana de Derechos Humanos –CIDH–, por la participación de funcionarios públicos en el homicidio y por la incapacidad de la justicia nacional para perseguir y sancionar a todos los responsables en un periodo de tiempo razonable. Hoy, sigue siendo una deuda de la justicia con la familia de Jaime Garzón y el país, establecer completamente la cadena de mando que operó detrás de este crimen. En 2016, el crimen de Jaime Garzón fue declarado por la Fiscalía de Colombia como delito de lesa humanidad, debido a la participación de agentes del estado en el homicidio junto a grupos paramilitares, en el marco de un plan ejecutado en esos años para eliminar civiles que promovían la defensa de los derechos humanos y de posiciones ideológicas de izquierda. De esta manera, este hecho no corre riesgo de quedar impune por prescripción. Jaime Garzon fue asesinado por contar la verdad de un país y hablar críticamente de personajes tanto políticos, como periodistas y grupos al margen de la ley con humor y sin filtros.
En agosto de 2017 la Universidad Pedagógica Nacional le otorgó de manera póstuma el doctorado honoris causa en Educación por haber sido un "formador en la paz y en los derechos humanos".
En 2018, el canal RCN Televisión presentó una producción en formato teleserie en alta definición sobre su vida llamada Garzón vive, producción con la cual no estuvieron de acuerdo sus familiares. Según lo que se narra en esta serie, Garzón trató de hablar con Carlos Castaño pero este último expresó que la orden de su asesinato estaba dada y no podía hacer nada, ni defenderlo ni frenar el ataque.

## Biografía

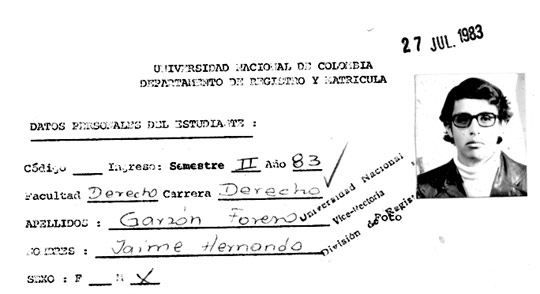
Carné de Jaime Garzón como estudiante de Derecho en la Universidad Nacional de Colombia.

Jaime Garzón fue el tercero de cuatro hijos, de Ana Daisy Forero Portella y Félix María Garzón Cubillos, sus hermanos: Jorge; Alfredo, quien es caricaturista de El Espectador; Jaime; y María Soledad 'Marisol' Garzón Forero, pedagoga, comunicadora y escritora, quien publicó los libros Jaime Garzón: mi hermano del alma y Jaime Garzón: Lea pa' que hablemos N°1.
Vivieron en el barrio céntrico de Bogotá, San Diego, en la calle 29 con carrera 5.ª. Félix María Garzón Cubillos murió el 23 de septiembre de 1968 cuando Jaime tenía 7 años. Garzón de niño estudió en un seminario donde demostró bastante impertinencia y poco respeto a las autoridades.

### Presunta militancia en el ELN
Según el periodista Álvaro García; en 1978, a los 18 años de edad y antes de ingresar a la universidad, Garzón se unió al Frente «José Solano Sepúlveda», red urbana PJ del ELN, en donde militó bajo el alias de Heidi. También estaba el periodista Hernando Corral y otros, que después se retiraron y fundaron un grupo de intelectuales llamado «El rotundo vagabundo».
No se conoce que haya participado alguna vez en combates u otros actos violentos propios de un movimiento guerrillero. y no tenía destreza con las armas. De este tiempo dice el periodista García:

Su desempeño como estratega militar, un desastre. Entonces Garzón se convirtió en una especie de inocente y despistado trovador guerrillero. Una noche, viendo televisión en un cambuche en compañía de Gabino, pasó la serie infantil Heidi. Jaime empezó a cantar “abuelito dime tú...”. El jefe guerrillero se quedó mirándolo y le dijo: “...lo que pasa con usted es que se cree la niña de los montes”. Desde ese instante su nombre de combate fue Heidi. Nunca participó en operaciones militares y la misión más importante que cumplió fue cuidar el dinero del grupo. La plata estaba enterrada y su trabajo consistía en sacarla a asolear dos veces al día para evitar que los billetes se pudrieran por la humedad. Durante esas semanas en el monte entendió que el asunto no se resolvía echando plomo. Después de cuatro meses se retiró de la guerrilla, dejó claros sus motivos y regresó a su casa, en el corazón de su Bogotá.

El grupo de intelectuales «El rotundo vagabundo», se formó en la Universidad Nacional donde en realidad se le dio el apodo de Heidi ya que silbó un día el tema musical de la serie homónima, descartando el mito de su militancia.

### Formación y estudios
Inició en 1975 su carrera de formación pedagógica en la Escuela normal de paz, luego estudió licenciatura en física en la Universidad Pedagógica Nacional, que no concluyó, posteriormente estudió derecho en la Universidad Nacional de Colombia y recibió el título póstumo en 1999 y posteriormente en 2017 el honoris causa en educación por parte de la Universidad Pedagógica Nacional.

### Alcalde menor de Sumapaz
Garzón se unió a la campaña de Andrés Pastrana a la Alcaldía Mayor de Bogotá y el 18 de enero de 1988 presenció el momento en el que un comando del Cartel de Medellín, liderado por Jhon Jairo Velásquez alias Popeye, secuestró al candidato en la sede de campaña en Bogotá. Garzón le dijo a los secuestradores: «Llévenme también a mí ¿no ven que yo soy el jefe de giras?» a lo que uno los captores respondió dándole una patada. Entonces se inició la búsqueda de Pastrana por parte de las autoridades que lograron liberarlo una semana después y tras su victoria en las elecciones nombró a Garzón alcalde menor de Sumapaz.
A un telegrama en el cual se le pedía notificar las casas de lenocinio autorizadas en la zona, Garzón respondió: «Después de una inspección visual, informo que aquí las únicas putas son las FARC». Esta respuesta fue entendida como que el alcalde menor había creado un burdel en la región.  Tras las elecciones para alcaldía y concejo en 1990, Garzón como alcalde menor era el encargado de abrir las mesas de votación de su zona. Dio apertura a la primera y por llegar a destiempo a la segunda, separada por tres horas de trocha se ausentó de su puesto, además de buscar comida para personas que no habían almorzado ese día, lo que, junto con otras excentricidades que no fueron bien vistas por la administración central, condujera a que el secretario de gobierno, Volmar Pérez Ortiz, firmara su destitución en 1990.
Garzón demandó por ello a la administración de Pastrana, querella que falló a su favor en 1997. Dos años después, bajo la alcaldía de Enrique Peñalosa, un día antes de que lo asesinaron, se iba a realizar un acto de desagravio donde Garzón se posesionaría simbólicamente y recibiría una indemnización por el incidente ya que se comprobó que la información sobre el prostíbulo era falsa. Durante el año que Garzón fue alcalde de la localidad de Sumapaz construyó un centro de salud, mejoró la escuela y pavimentó la única calle del pueblo.

### Papel en el gobierno y en la Constitución
Entre 1990 y 1994 trabajó en la Casa de Nariño durante la presidencia de César Gaviria como coordinador de las traducciones de la nueva Constitución de 1991 a las lenguas indígenas y de manera no oficial como asesor de comunicaciones de la presidencia. El mismo presidente Gaviria da testimonio de dicha experiencia:

«(...) Me tocó también, en particular en la Presidencia, conocer al Garzón comprometido en la solución de los problemas de Colombia: su compromiso diario con el PNR, con la Constitución de 1991, con la traducción de la Constitución a las lenguas indígenas. Fueron esas las facetas de un hombre excepcional e irremplazable».

### Trayectoria en los medios
Oficialmente, la primera aparición de Jaime Garzón en los medios se dio al ser entrevistado por el Noticiero Nacional al ser uno de los testigos en el secuestro de Andrés Pastrana. El 5 de diciembre de 1988, cuando era alcalde menor, un periodista del Noticiero de las Siete fue a entrevistarlo en Sumapaz, en la que sería su segunda aparición en televisión.

#### Zoociedad
Mientras trabajaba en la Casa de Nariño y haciendo columnas y caricaturas para el diario El Espectador, comienza su incursión definitiva en los medios que lo harían popular, debido a la amistad de su hermano Alfredo con Eduardo Arias. Su primer programa fue Zoociedad (1990-1993), producido por Cinevisión para el Canal Dos. En 1992 el programa pasó al Canal Uno, entonces llamado Cadena 1 de Inravisión. Se emitía en el horario de las 21:00. Se trataba de una parodia social y política del país como la situación de seguridad del país y la narco guerra vivida en aquella época en Colombia cuando el Cartel de Medellín sembró el terror en las ciudades de Colombia y las reformas constitucionales de 1991. Pronto adquirió altos niveles de sintonía. El personaje central era Émerson de Francisco, un presentador de noticias muy original al lado de Elvia Lucía Dávila quien estuvo en el programa entre 1991 y 1993.

#### ¡Quac! El Noticero
Entre 1995 y 1997 trabajó en la realización de ¡Quac! El Noticero de R.T.I. Colombia con el actor Diego León Hoyos. Este último hacía el papel de María Leona Santodomingo. Con Garzón debutaron personajes como Néstor Elí, el vigilante de un edificio llamado Colombia que era el símil de la realidad nacional y sus actores políticos; Inti de la Hoz, una muchacha frívola y moderna; un estudiante de izquierda llamado 'compañero' John Lenin; el 'reportero' William Garra, inspirado en el periodista William Parra, célebre reportero de la década de 1980 y el abogado y político ultraconservador Godofredo Cínico Caspa. En este programa hacía sátiras y burlas a la crisis política del entonces presidente Ernesto Samper Pizano y el proceso 8000. Además hacían denuncias sobre la expansión paramilitar en Colombia y la situación de orden público en Uraba.

#### Lechuza y CM&
Después de que el noticiero ¡Quac! fue cerrado en 1997, Garzón se unió al programa Lechuza, producido por Caracol Televisión para la cadena UNO, a la emisora Radionet y al noticiero CM& con su último y más popular personaje, Heriberto de la Calle, un lustrabotas que entrevistaba a diversos personajes célebres y que interpretó hasta su muerte en 1999 y curiosamente creado a partir de la extracción casi total de sus dientes debido a su mala higiene oral, la cual le había provocado periodontitis. El 13 de agosto de ese año se dirigía a los estudios de Radionet a trabajar, cuando fue asesinado.

#### Programas y personajes
| Año       | Programa                        | Personajes | Canal                                           |
| --------- | ------------------------------- | --- | ----------------------------------------------- |
| 1990-1993 | Zoociedad                       | Louis Rodríguez, al lado de Pili Moreno (Elvia Lucía Dávila), Émerson de Francisco (Presentador de las 'Zooticias')                                                         | Producciones Cinevisión; Cadena Dos, Cadena Uno |
| 1992-1993 | Locos Videos                    | Él mismo junto a Jaime Sánchez Cristo y Carolina Gómez | Producciones JES; Canal A                       |
| 1995-1997 | ¡Quac! El noticero              | Con Diego León Hoyos como María Leona Santodomingo: Néstor Elí, Inti de la Hoz, 'compañero' John Lenin, 'repostero' William Garra, Godofredo Cínico Caspa, Dioselina Tibaná | R.T.I.; Cadena Uno                              |
| 1997      | Lechuza                         | Heriberto de la Calle | Caracol Televisión                              |
| 1998      | Noticiero CM&                   | Heriberto de la Calle | CM&; Canal Uno                                  |
| 1998      | Cambio de Tercio                | Heriberto de la Calle | R.T.I; Canal A                                  |
| 1998      | Perro Amor (aparición especial) | Heriberto de la Calle | Cenpro TV; Canal Uno.                           |
| 1999      | Noticias Caracol                | Heriberto de la Calle | Caracol Televisión                              |

### Gestor de paz
En el día festivo del 23 de marzo de 1998, un grupo de 200 guerrilleros de las FARC-EP de los frentes 52, 53, 54, secuestraron 32 personas que regresaban del Departamento del Meta hacia Bogotá, entre los que se encontraban cinco extranjeros.
El 27 de marzo una comisión autorizada por el zar antisecuestros, Rubén Darío Ramírez y liderada por Jaime Garzón, autorizada por el entonces Gobernador de Cundinamarca Andrés González Díaz y previa petición tanto del gobernador mismo como del embajador de los Estados Unidos de la época Miles Frechette permitió la liberación de nueve plagiados.
El 6 de mayo de 1998 el general Jorge Enrique Mora, comandante de la Quinta división del Ejército Nacional de Colombia, pide ante la opinión pública y al zar antisecuestros investigar la participación de Jaime Garzón en la liberación de los secuestrados. El 4 de junio el zar antisecuestros, Rubén Darío Ramírez, destacó la labor del periodista como acción humanitaria. Garzón intentó ponerse en contacto con el general, pero este no quiso recibirlo. Finalmente, el periodista le envió un telegrama:

«General, no busque enemigos entre los colombianos que arriesgamos la vida a diario por construir una patria digna, grande y en paz, como la que quiero yo y por la que lucha usted».

Tiempo más tarde, el general Mora reconoció públicamente la labor humanitaria de Garzón al tiempo que el periodista lanzó una acusación, involucrando a miembros del Ejército Nacional y la Policía Nacional de estar involucrados en secuestros en Bogotá y de vender secuestrados a la misma guerrilla. Dicha información fue anexada al proceso contra militares activos en ese tiempo por el secuestro y asesinato del empresario israelí Benjamin Khoudari por parte de la Brigada 13 del Ejército Nacional, ocurrida en enero de 1999 meses antes del hecho trágico. Ese secuestro junto con el descubrimiento de un grupo llamado Los Calvos, integrado por oficiales y agentes de la Policía Nacional que secuestraba civiles en Bogotá y los llevaba hasta la localidad de Sumapaz para venderlos al Frente 51 de las FARC-EP, en ese entonces encabezado por el comandante Miller Perdomo.
En mayo de 1999, Garzón comentó en un coctel delante de varias personalidades, entre ellas el embajador de los Estados Unidos Myles Frechette, que el general Mora lo estaba acusando de ser un colaborador de las FARC-EP. El 25 de mayo la senadora Piedad Córdoba fue secuestrada y acusada por los paramilitares al mando de Carlos Castaño Gil de ser colaboradora de la guerrilla. Castaño menciona también a Jaime Garzón, a quien apodó «Betún» por su personaje de Heriberto de la Calle, acusándolo de ser intermediario y lucrarse del dinero de las extorsiones de los secuestros organizados por la guerrilla. Una vez liberada, Córdoba le comunicaría el hecho y el riesgo al periodista.
La participación en procesos de liberación de secuestrados por la guerrilla y las intenciones de crear diálogos de paz trajo consigo una serie de amenazas, las cuales no intimidaron al periodista y de las cuales en cambio sí hablaba abiertamente. Pero la amenaza más seria vino del máximo dirigente de las Autodefensas Unidas de Colombia –AUC–, el jefe paramilitar Carlos Castaño Gil.
Entre los años de 1998 a 1999 el tema de las liberación de los secuestrados en el país aumentó la tensión política hasta el punto de que el presidente Andrés Pastrana veto la entrada del sacerdote Alemán Benjamín Stelin a Colombia, argumentando que su gestión daba propaganda internacional a la guerrilla. Tanto el sacerdote como el propio Garzón trabajaron de la mano en la misma temática y autorizados oficialmente por el zar antisecuestros. En ese tiempo dos defensores de Derechos Humanos que trabajaron con ellos fueron asesinados.

## Asesinato

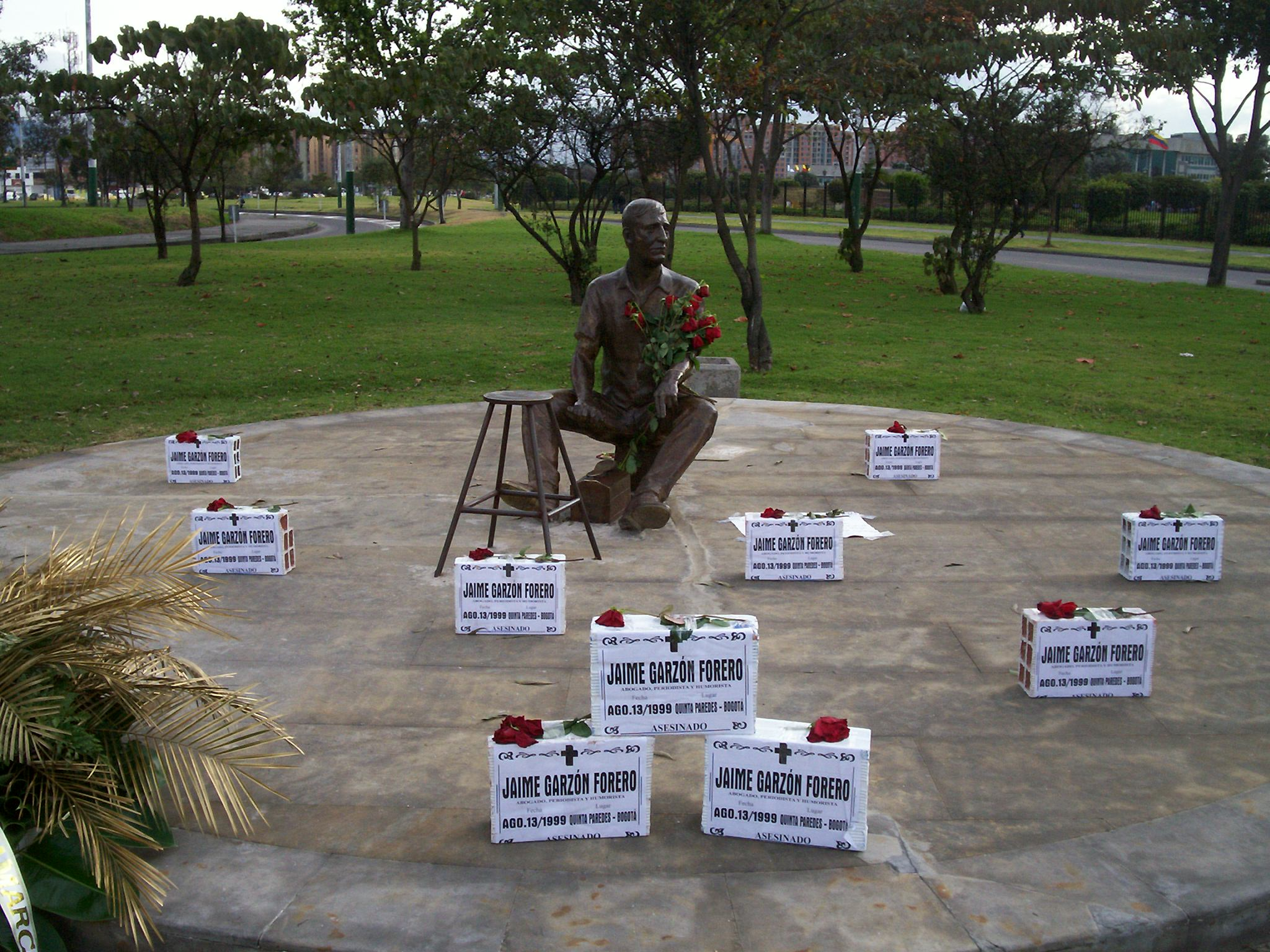
Monumento al periodista Jaime Garzón Forero en Bogotá en su personaje "Heriberto de la Calle".

En la semana del 4 de agosto, Jaime Garzón había sido contactado por miembros del Frente 54 de las FARC-EP, con el fin de comunicar el fallecimiento del abogado bogotano Enrique Márquez –un abogado que fue secuestrado en Bogotá por la guerrilla hacía 7 meses y por quien Garzón estaba gestionando su liberación–; y gestionar el arreglo de lo concerniente a la entrega de sus restos mortales. El fin de semana del 7 y 8 de agosto de 1999, el periodista Jaime Garzón estuvo en el municipio de Mariquita. En esa semana tenía la intención de hacer contacto con Carlos Castaño en Antioquia.
El martes 10 de agosto visitó a Ángel Gaitán Mahecha, otro jefe paramilitar y a Jhon Jairo Velásquez, alias «Popeye», jefe de sicarios del extinto Cartel de Medellín en la Cárcel La Modelo de Bogotá. ambos le pudieron concertar una cita con Castaño que debería darse el 14 de agosto en Córdoba. De igual manera también tenía programado viajar a la Cárcel de Itagüí,  Antioquia, para reunirse con el jefe guerrillero Francisco Galán, con propósito de buscar la liberación de los rehenes del avión de Avianca y en pocas semanas tenía preparado viajar con una comisión de la Cruz Roja hacia Acacías, Meta, a recoger los restos del abogado Enrique Márquez.
En la tarde del 12 de agosto, Garzón rindió la que sería su última entrevista al canal peruano América TV donde hacía un llamado a la paz bajo la frase

«cuando se distancien; hay que ponerlos a sentar, cuando se pongan bravos otra vez hay que volverlos a sentar, que no se levanten hasta que haya un acuerdo, porque cuando se interrumpen es peor; mas muertos... Hay que darse la pela por la paz».

Ese mismo jueves Garzón le confesó a su maquilladora: «Me van a matar, hasta mañana tengo plazo de vida...». A las 5:45 de la mañana del viernes 13 de agosto, cuando Garzón se dirigía a los estudios de Radionet en Bogotá en su camioneta Jeep Cherokee color gris y luego de girar hacia el sur proveniente de la calle 26, a la altura del barrio Quinta Paredes en la calle 22F con carrera 42B (ahora calle 25 con carrera 40), frente a Corferias y a pocos metros de la estación de radio, se detuvo en el semáforo a la espera de que cambiara de luz roja a verde. Entonces fue interceptado por dos individuos que iban en una motocicleta blanca de alto cilindraje con las placas ocultas y, después de llamarlo por su nombre, le dispararon cinco veces al periodista, provocando que el periodista acelerara su jeep, estrellándolo directamente contra un poste de alumbrado público. Garzón falleció en el acto. Yamid Amat, amigo personal del periodista y dueño de Radionet que pasaba por el sitio, presenció la escena junto a  Néstor Morales y éste de inmediato dio a conocer la noticia. Tenía 38 años de edad.
El crimen tuvo una pronta difusión en el país, luego de que sus propios colegas de Radionet fueran los primeros en dar la noticia a Colombia. Centenares de personas salieron a las calles para despedirlo; el caos vehicular se agudizó cuando un puente peatonal ubicado a la altura de la calle 122 con Autopista Norte colapsó hacia las 4 de la tarde, debido al peso y movimientos alternados de 50 personas que esperaban erróneamente el paso fúnebre desde allí. Hubo tres muertos y 30 heridos.
En la noche del viernes 13 de agosto de 1999, día de su asesinato, su colega César Augusto Londoño, presentador de la sección de deportes del noticiero CM& en el que Heriberto de la Calle, uno de los personajes del periodista tenía su sección de entrevistas, se despidió con amargo tenor de su amigo al terminar su sección y decir:

(...) «y hasta aquí los deportes... ¡País de mierda!».

Su asesinato se produjo en medio de un exterminio sistemático contra figuras académicas, legalistas y mediáticas reconocidas por su postura de oposición contra el establecimiento y la represión estatal y por su reconocida defensa de los Derechos Humanos, que se dio durante mediados de los 90. En 1995, el estudiante Humberto Peña Taylor, un reconocido alumno de la facultad de derecho y alumno prominente de Garzón había sido asesinado dentro de la Universidad Nacional de Colombia; En 1998, el reconocido abogado y defensor de Derechos Humanos Eduardo Umaña Mendoza había sido asesinado al interior de su apartamento en el noroccidente de Bogotá. Cuatro meses antes del asesinato de Garzón, el reconocido docente de la Universidad Pedagógica Nacional Darío Betancourt Echeverry había sido desaparecido en Bogotá y posteriormente asesinado a las afueras de la ciudad; así mismo, el antropólogo Hernán Henao Delgado fue ultimado a tiros en la sede del Instituto de Estudios Regionales –INER– en Medellín en mayo; y el economista Jesús Antonio Bejarano, compañero de cátedra de Garzón, fue asesinado tiempo después del crimen del humorista.

### Proceso de investigación
Según el juez Julio Roberto Ballén Silva, las Autodefensas Unidas de Colombia –AUC– habrían reaccionado contra su participación en las negociaciones para la liberación de secuestrados, realizando gestiones entre la guerrilla y los familiares de los cautivos. Aparentemente Castaño había intentado contactarlo para programar una reunión al día siguiente de su asesinato, por lo que se especula que la reunión era una trampa. Desde su asesinato, numerosos medios de comunicación colombianos han publicado artículos que cuestionan el proceso de investigación de su muerte, pues no hay ningún detenido y el único acusado y condenado fue el ya fallecido Carlos Castaño.
El mismo día del asesinato de Garzón, las autoridades reaccionaron para garantizar la captura de los dos sicarios que participaron en el magnicidio. Cuatro personas participaron en las primeras investigaciones como testigos claves del asesinato: María Amparo Arroyave, Wilson Llano alias El Profe, Maribel Pérez y Wilson Raúl Ramírez.
El 6 de enero de 2000 la Policía de Medellín arrestó a Juan Pablo Ortiz alias Bochas. Según el Departamento Administrativo de Seguridad –DAS–, sería uno de los sicarios y el cual es reconocido por María Amparo Arroyave tras aparentemente reconocerlo aun con casco y a desde un edificio no muy lejos del lugar del crimen. Sin embargo, el 21 de enero siguiente el Ministerio Público fue la primera organización judicial en cuestionar la veracidad del testimonio de Arroyave y ordenó un cuidadoso examen de sus datos, desde una inspección al lugar en donde ella dice que vio a los sicarios hasta un examen de optometría.
El 24 de abril del mismo año, Carlos Castaño es formalmente acusado de ser el autor intelectual del crimen del periodista y el 6 de junio se declara reo ausente.
El 24 de septiembre de 2001 la Policía arresta a Edilberto Antonio Sierra en el municipio de Belén de Umbría como el otro sicario que conducía la moto en el crimen. El 3 de enero siguiente se hizo oficial el cierre de la investigación y se ignoró la petición de la parte civil de dejarla abierta para realizar pruebas sobre las hipótesis expuestas.
En octubre de 2002, Reporteros Sin Fronteras y la Red Damocles, cuestionan la veracidad de Wilson Llano, quien se presenta como «informante del DAS», proporcionó fotos y datos de alias «Bochas» y «Toño» y convenció a su novia Maribel Pérez, y a su vecino, Wilson Raúl Ramírez, de hacer declaraciones en contra de los dos implicados. Así mismo, ambas oenegés también cuestionaron públicamente la poca celeridad y constante entorpecimiento tanto en este caso, así como en el caso del secuestro y violación de la periodista Jineth Bedoya ocurrida en mayo del 2000, en los cuales ambas organizaciones denunciaron en su momento que ambos casos fueron parte de un ataque sistemático contra el periodismo crítico en Colombia.
El 11 de marzo de 2004 el Juez VII Penal Especializado de Bogotá, Julio Roberto Ballén, absolvió a Juan Pablo Ortiz y Edilberto Antonio Sierra de la acusación de ser los sicarios que asesinaron a Jaime Garzón. La sentencia del juez abrió proceso de investigación a agentes y testigos falsos que manipularon la investigación en su primera fase. El tribunal concluyó además que Carlos Castaño fue coautor intelectual del crimen y lo condenó a 38 años de prisión y a una multa de 790 millones de pesos. En abril de ese mismo año, el jefe paramilitar murió abatido al parecer por disputas entre los mismos paramilitares y es asesinado por orden de su hermano mayor Vicente Castaño.

#### Implicación de militares en el crimen

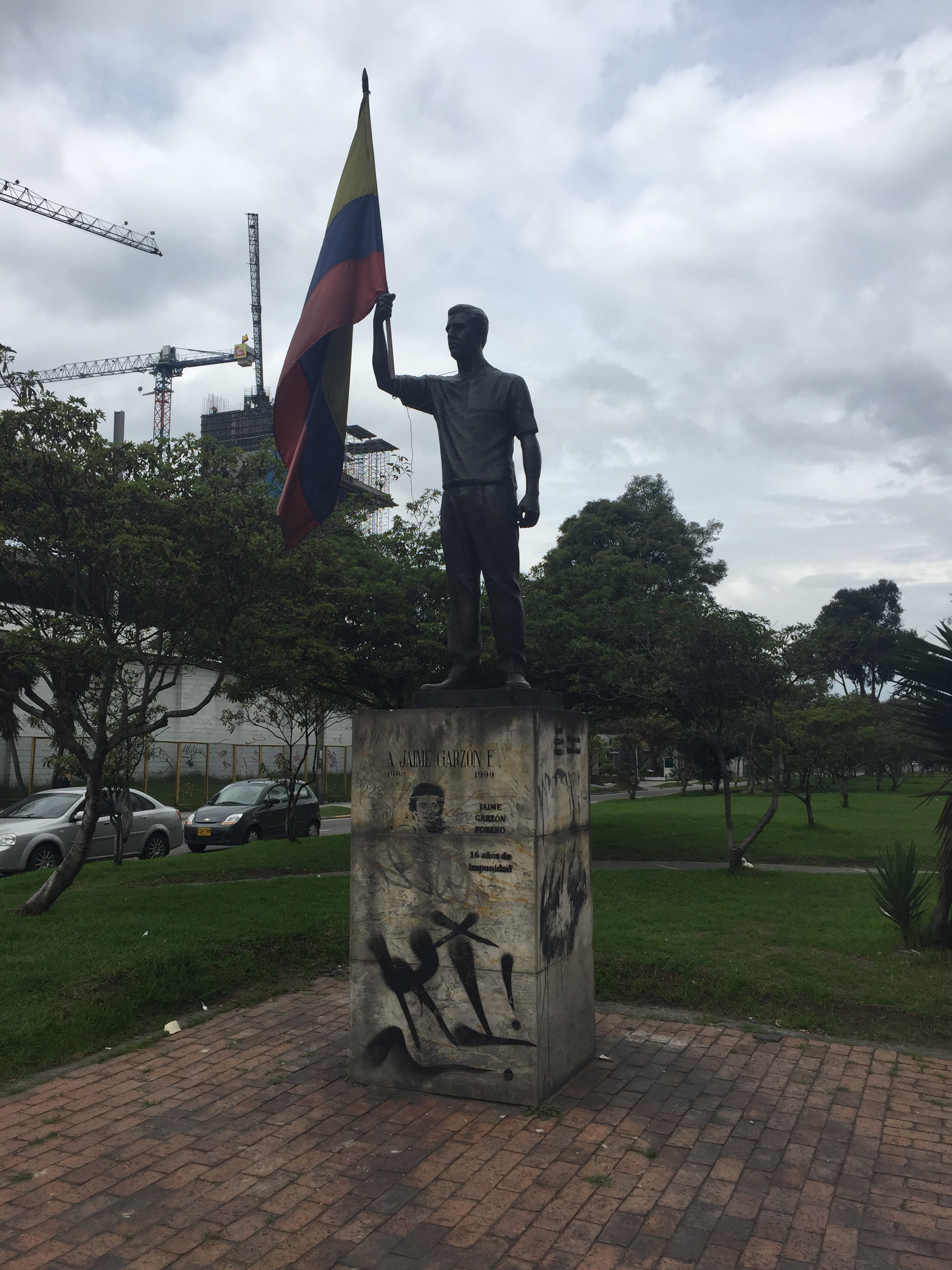
Estatua de Jaime Garzón en la avenida de la Esperanza, Bogotá.

El 19 de agosto de 1999 el ministro de Defensa, Luis Fernando Ramírez y comandantes del Ejército Nacional, hicieron un fuerte pronunciamiento de rechazo a la sugerencia hecha por un columnista de un periódico local que la responsabilidad por el crimen recaía en los superiores militares.
Tal acusación había sido apoyada por el entonces jefe de redacción del periódico El Tiempo, Francisco Santos Calderón, quien afirmó en una columna escrita el 15 de agosto de 1999, dos días después del crimen de Jaime Garzón, afirmando la participación de altos mandos militares en dicho crimen.
Las primeras declaraciones que sustentan esta hipótesis fueron dadas por miembros de la banda criminal «La Terraza» en diciembre del año 2000 durante una entrevista al noticiero local Informativo de Antioquia. En dichas declaraciones afirmaron haber perpetrado el crimen por orden expresa del general Jorge Enrique Mora durante una reunión hecha en Valencia, Córdoba, en la cual estuvieron presentes los cabecillas de la banda, Carlos Castaño Gil y el general Mora. Asimismo también declararon que Carlos Castaño no era el máximo jefe de las Autodefensas Unidas de Colombia –AUC–, sino un insubordinado del general Mora así como del general retirado Harold Bedoya. La Fiscalía determinó que los responsables en el asesinato de Garzón fueron Yeimar de Jesús Arboleda Suárez, alias «Yilmar»; Alexander Londoño, alias «Alex Sanpedro»; Helquin Sánchez Mena, alias el «Negro Elkín» y Ángela María George Torres «Ángela». Se concluyó que Londoño fue el hombre que disparó el arma que le causó la muerte a Garzón y Yeimar de Jesús Arboleda Suárez, como la persona que manejó la motocicleta que fue utilizada para trasladar al homicida. En cuanto a «Ángela», la Fiscalía determinó que fue la encargada de la logística y el «Negro Elkin» quien lideró el grupo.
Este grupo de personas llegó a Bogotá días antes del homicidio de Jaime Garzón. Según la Fiscalía, fueron recibidos en su casa por el coronel retirado Jorge Eliécer Plazas Acevedo, quien fungía como jefe de inteligencia de la Brigada XIII en Bogotá. El oficial, se supone, los hospedó y les dio directrices para cometer el homicidio. Tanto así, tenían croquis y mapas de los seguimientos que se le hicieron al humorista. Estos documentos, según dijo el fiscal Iván Lomabana, fueron encontrados recientemente en un allanamiento en la Brigada XIII. Lo que sería una prueba de la presunta participación de las Fuerzas Armadas en el homicidio.
La banda «La Terraza» fue una organización sicarial nacida de las redes de sicarios del extinto grupo PEPES la cual se había encargado de realizar trabajos por encargo para Carlos Castaño, jefe máximo de las Autodefensas Unidas de Colombia –AUC– hasta el año 2000, cuando se vieron enfrentados a este último a causa de problemas originados por ajuste de cuentas dentro del crimen organizado en Medellín por lo cual la mayoría de sus miembros fueron asesinados en un período de guerra de dos años, incluyendo a los verdaderos implicados en el asesinato de Garzón. Según palabras de los mismos miembros de la banda, así como de investigaciones hechas por unidades de Derechos Humanos de la Fiscalía General de la Nación y de Organismos de Derechos Humanos, la banda también habría perpetrado otros crímenes de mayor envergadura, que como en el caso Garzón habrían sido encargos hechos principalmente para oficiales de alto rango del Ejército Nacional como los asesinatos de la pareja de esposos e investigadores del Centro de investigación y Estudios Populares –CINEP– Mario Calderón y Elsa Alvarado en 1997, del director del Comité Permanente para la defensa de los Derechos Humanos seccional Antioquia y abogado penalista Jesús María Valle y del abogado defensor de Derechos Humanos Eduardo Umaña Mendoza en 1998, de los secuestros de Fabio Valencia Cossio, Piedad Córdoba y de cuatro investigadores del Instituto de Capacitación Popular (IPC) de Medellín entre abril y mayo de 1999, así como del fallido atentado contra la entonces concejal de Bogotá por el Partido Unión Patriótica, Aída Avella en 1996 y de los asesinatos de doce investigadores del Cuerpo Técnico de Investigaciones –CTI– en Medellín entre 1997 y 1999.
El 11 de mayo de 2008, Diego Fernando Murillo alias Don Berna, paramilitar desmovilizado de las Autodefensas Unidas de Colombia –AUC–, señaló en una indagatoria que a Garzón lo habían asesinado miembros de la banda criminal «La Terraza», la cual estuvo bajo órdenes del jefe paramilitar Carlos Castaño. En octubre de 2015, Murillo confirmó sus afirmaciones y aseguró que el coronel Jorge Eliécer Plazas Acevedo, entonces jefe de Inteligencia de la Brigada 13 fue clave en realización del crimen. En otras declaraciones Don Berna declaró que el exsubdirector del DAS, José Miguel Narváez, instigó a Carlos Castaño para que asesinara a Jaime Garzón. En otras indagatorias Don Berna declaró además haber presenciado una reunión hecha en septiembre de 1999 entre Castaño y Narváez donde hubo un altercado entre los mismos iniciado por el mismo Castaño donde este le había recriminado a Narváez, asegurando en palabras mismas del jefe paramilitar que "para que sirvió las muertes de Manuel Cepeda Vargas y Jaime Garzón si las cosas seguían igual".
En junio de 2008 el paramilitar desmovilizado Jorge Iván Laverde, alias El Iguano, declaró, bajo la Ley de Justicia y Paz ratificó lo dicho por Don Berna sobre la participación de Narváez en el crimen de Garzón, Un mes después, en julio, el también desmovilizado Ever Veloza, alias «HH», entregó a la Fiscalía una memoria USB que pertenecería a Castaño y en el que habría pruebas de que este ordenó a la banda de sicarios «La Terraza» el asesinato del periodista y que, según Veloza, el jefe paramilitar había dicho en varias ocasiones que el crimen de Garzón fue un error y que lo hizo por «hacerle caso a unos amigos del Ejército Nacional».
En octubre de 2009, el exparamilitar Freddy Rendón, alias de «El Alemán», dijo ante jueces de Justicia y Paz que Carlos Castaño ordenó el asesinato del periodista por «petición expresa de altos mandos militares de la época». en otras declaraciones el exparamilitar afirmó que Carlos Castaño se sintió arrepentido de ordenar el crimen, ya que después de ello reconoció su trabajo humanista, aceptando como verdad lo que denunciaba en sus parodias.
En 2010, una investigación del programa de televisión Contravía de Hollman Morris muestra indicios de la participación de agentes del Departamento Administrativo de Seguridad –DAS– en el desvío de la investigación al usar testigos falsos.
El 5 de febrero de 2021 la Corte confirmó la condena de 26 años contra el exsubdirector del DAS José Miguel Narváez por el asesinato de Jaime Garzón después de más 21 años del crimen.
En 2023, en declaraciones de Salvatore Mancuso ante la Jurisdicción Especial para la Paz (JEP), fue mencionado el asesinato de Jaime Garzón como ordenado por altos mandos militares.
El paramilitar alias «El Compadre», al igual que Salvatore Mancuso, confesó que los crímenes contra Jaime Garzón y otros defensores de Derechos Humanos, como lo eran Jesús María Valle, Eduardo Umaña Mendoza, Elsa Alvarado, Mario Calderón; fueron ejecutados por las AUC de Carlos Castaño bajo órdenes de Generales del Ejército, entre los que cita a Jorge Enrique Mora y Harold Bedoya.

## En la cultura popular

### Series de televisión
- Tres Caínes (2013)ː Interpretado por el actor colombiano José Manuel Ospina bajo el nombre de Jairo García.
- Garzón Vive (2018)ː Interpretado por Darío Cifuentes (Garzón Niño), Sebastián Gutiérrez (Garzón Joven) y Santiago Alarcón (Garzón Adulto).

### Libros
- Garzón, el duelo imposible (2024). Novela gráfica escrita por el hermano del periodista, Alfredo Garzón, en compañía con la dramaturga Verónica Ochoa. Editada y publicada por Rotundo Vagabundo.

- Centro nacional de memoria histórica (13 de agosto de 2024). «“Garzón, el duelo imposible”: la novela gráfica que le concede a Jaime Garzón el deseo de no morir». Centro nacional de memoria histórica. Consultado el 29 de marzo de 2025.